# Teresa Świętosławska
Teresa Świętosławska (ur. 1944) – polska historyk i dydaktyk literatury, profesor Uniwersytetu Łódzkiego.

## Życiorys
Doktorat obroniła w 1982 na Uniwersytecie Łódzkim na podstawie rozprawy pt. "Działalność dydaktyczna Stanisława Adamczewskiego", przygotowanej pod kierunkiem prof. dr Zdzisława Skwarczyńskiego (recenzenci: Krystyna Poklewska - UŁ, Mieczysław Łojek).
Stopień doktora habilitowanego nauk humanistycznych w zakresie literaturoznawstwa, specjalność: literaturoznawstwo polskie, uzyskała w 1997 na Wydziale Filologicznym Uniwersytetu Łódzkiego, na podstawie rozprawy pt. "Quo vadis? Henryka Sienkiewicza. Od legendy do arcydzieła".
Wykładowca Uniwersytetu Łódzkiego, kierownik Zakładu Dydaktyki Języka i Literatury Polskiej na Wydziale Filologicznym.
Członek Wydziału I Językoznawstwa, Nauk o Literaturze i Filozofii Łódzkiego Towarzystwa Naukowego.
Członek Rady Programowej "Czytania Literatury - Czasopismo Instytutu Filologii Polskiej Uniwersytetu Łódzkiego".

## Najważniejsze prace
- Problemy poznawania dzieła literackiego w szkole: tekst, kontekst, znak, znaczenie; pod red. Teresy Świętosławskiej. Łódź: Wydawnictwo Uniwersytetu Łódzkiego, 2001. ISBN 83-7171-507-2.
- Problemy wartości i wartościowania dzieła literackiego w szkole: etyka, estetyka, język aksjologii; pod red. Teresy Świętosławskiej. Łódź: Wydawnictwo Uniwersytetu Łódzkiego, 2007. ISBN 978-83-7525-043-5.
- Quo vadis? Henryka Sienkiewicza: od legendy do arcydzieła. Łódź: Wydawnictwo Uniwersytetu Łódzkiego, 1997. ISBN 83-7171-012-7 (praca habilitacyjna); wyd. 2. zm.; Łódź: Wydawnictwo Uniwersytetu Łódzkiego, 2016  ISBN 978-83-8088-157-0 ISBN 978-83-8088-158-7.
- Sensy i wartości: w kręgu literatury i dydaktyki. Łódź: Wydawnictwo Uniwersytetu Łódzkiego, 2005. ISBN 83-7171-833-0.
- Stanisław Adamczewski: pedagog, edytor, badacz literatury. Łódź: Wydawnictwo Uniwersytetu Łódzkiego, 1994. ISBN 83-7016-753-5 (książka zawiera także obszerny wybór pism S. Adamczewskiego).

artykuły w czasopismach: "Dydaktyka Literatury", "Prace Naukowe Uniwersytetu Śląskiego: Z Teorii i Praktyki Dydaktycznej Języka Polskiego", "Polonistyka", "Prace Polonistyczne".